# Олександрівка (Слобожанська селищна громада)
Олекса́ндрівка — село в Дніпровському районі Дніпропетровської області України. Є частиною Слобожанської територіальної громади. Населення за переписом 2023 року складало 2 755 осіб.

## Географія
Село Олександрівка розміщене на лівому березі річки Самара (Самарська Затока), вище за течією до села примикає Дніпропетровський Держрибгосп і річка Татарка, нижче за течією на відстані 1 км розташоване місто Дніпро.

## Історія
Село засновано 1861 року як німецька колонія Біллерфельд (нім. Billerveld). У 1886 році у Біллерфельді налічувалося 379 мешканців, 49 дворів, молитовний будинок, школа, столярний цех. Колонія входила до складу Йозефстальської волості Новомосковського повіту.  
7 (20) листопада 1917 року, відповідно до Третього Універсалу Української Центральної Ради, увійшло до складу Української Народної Республіки.  
В 1925 році налічувалось 79 дворів, в яких проживало 616 душ чоловічого та жіночого населення. 1926 року перейменовано на сучасну назву. З 1959 року утворено місто Ігрень, до складу якого увійшло село Олександрівка.
З 20 травня 1970 року Олександрівка віднесена до категорії села, тоді ж утворили Олександрівську сільську раду. Станом на 1989 рік населення Олександрівки становило приблизно 2400 осіб.
У 2020 році Олександрівська сільська рада підпорядкувалася Слобожанській селищній раді , завдяки чому, стала частиною Слобожанської селищної територіальної громади.

## Населення

### Мова
Розподіл населення за рідною мовою за даними перепису 2001 року:
| Мова            | Кількість | Відсоток |
| --------------- | --------- | -------- |
| українська      | 1939      | 69.27%   |
| російська       | 842       | 30.10%   |
| вірменська      | 5         | 0.18%    |
| білоруська      | 4         | 0.14%    |
| болгарська      | 2         | 0.07%    |
| румунська       | 1         | 0.04%    |
| німецька        | 1         | 0.04%    |
| інші/не вказали | 5         | 0.16%    |
| Усього          | 2799      | 100%     |

## Економіка
- Навчальне господарство Дніпровського державного аграрно-економічного університету.
- «Самарський».
- Дніпропетровська дослідна станція Інституту овочівництва і баштанництва НААН.

## Транспорт
Від обласного центру до села Олександрівка курсує маршрутне таксі № 201 від Успенської площі (центр міста). Поруч з селом пролягає автошлях Т 0402. З 7 км від села розташований пасажирський зупинний пункт Ксенівка, на якому зупиняються приміські електропоїзди у напрямку Дніпра та Синельникове.

## Освіта, культура, спорт
- Олександрівський ліцей,
- Олександрівський Будинок культури,
- Тренажерна зала
- Бібліотека села Олександрівка

На згадку про колишнього тренера та футболіста Бориса Дановського в селі проводять дитячий турнір, також на його честь у населеному пункті названа вулиця.

## Релігія
У селі розташовані дві православні церкви - Храм Різдва Пресвятої Богородиці ПЦУ (вул. Центральна, 1-А) та храм Воскресіння Христового (вул. Тополина).

## Безпека
25 серпня 2023 року у селі Олександрівка було відкрито територіальний підрозділ КЗ "Місцева Пожежна команда" Слобожанської селищної ради

## Пам'ятки природи
Річка Самара, Самарська затока, озеро Великий Лиман, річка Татарка, Павлівський ліс, острови й затоки, місце для гарної риболовлі. Ближче до північної околиці села, між садівничим товариством «Перлина» та дачним кооперативом «Самарський розлив», які територіально входять до складу Олександрівки, облаштовано пляж на затоці Гнилокіш.

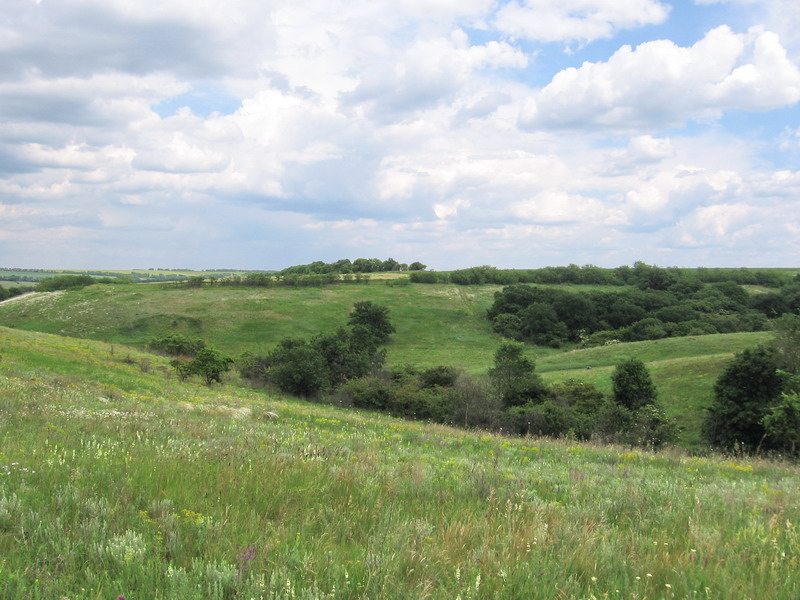
Павлівський ліс
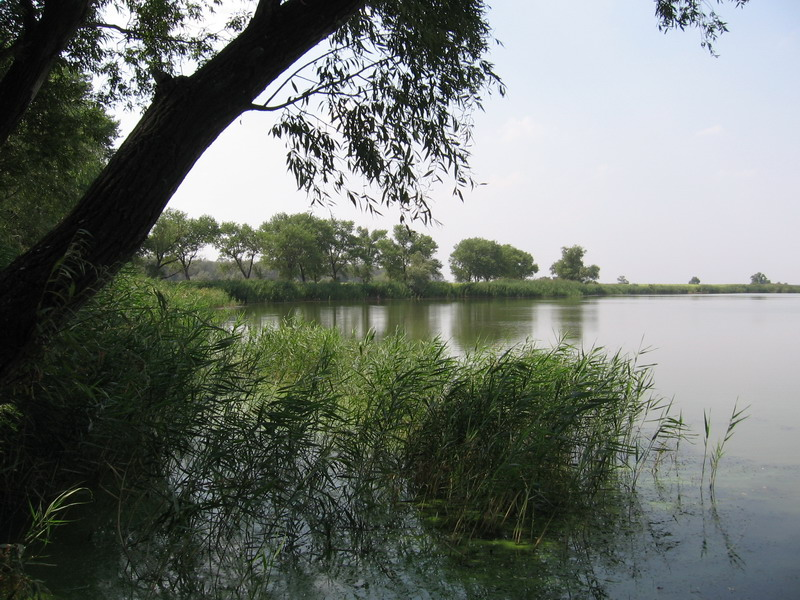
На березі річки Самара
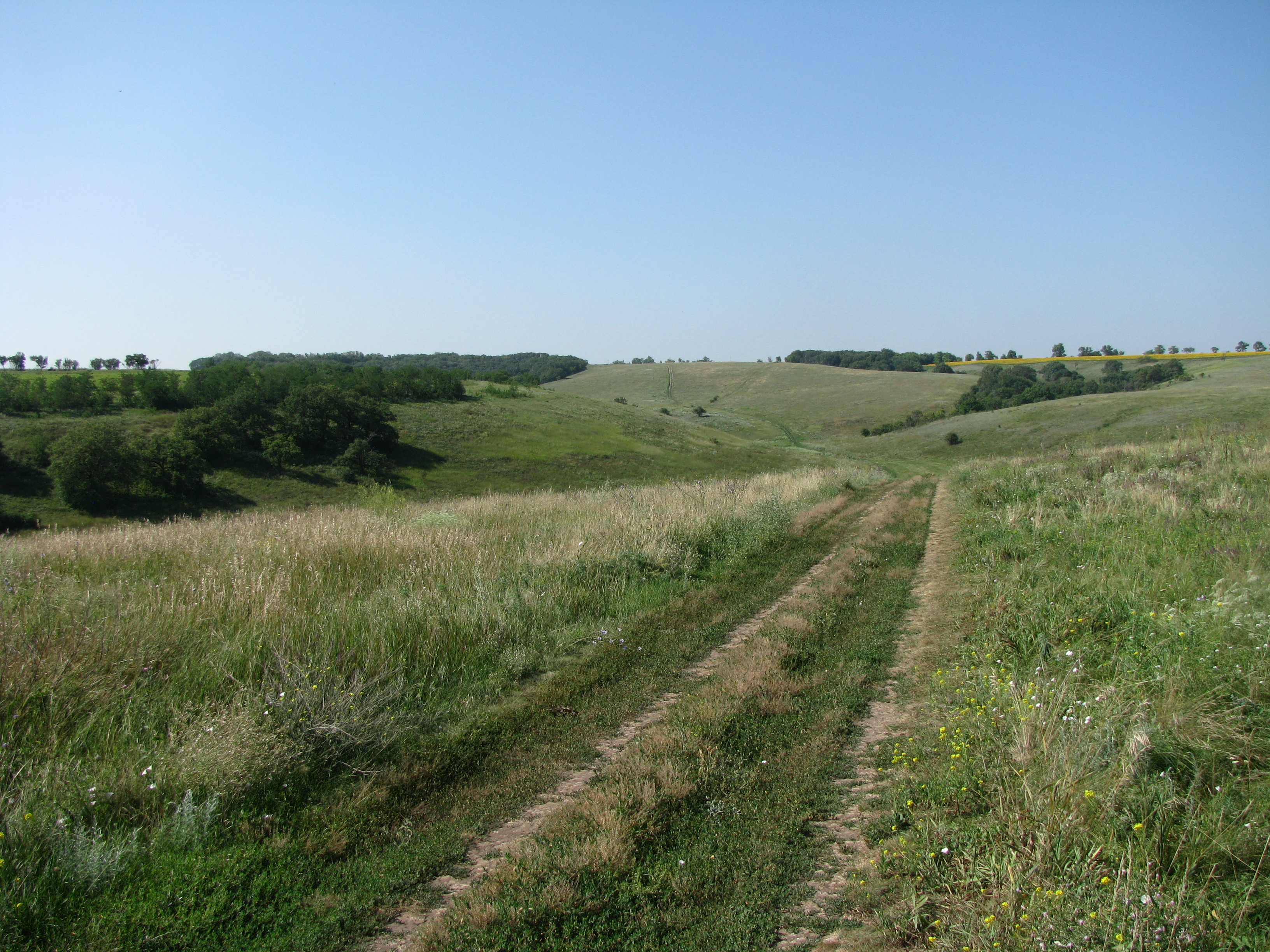
Павловський байрачний ліс
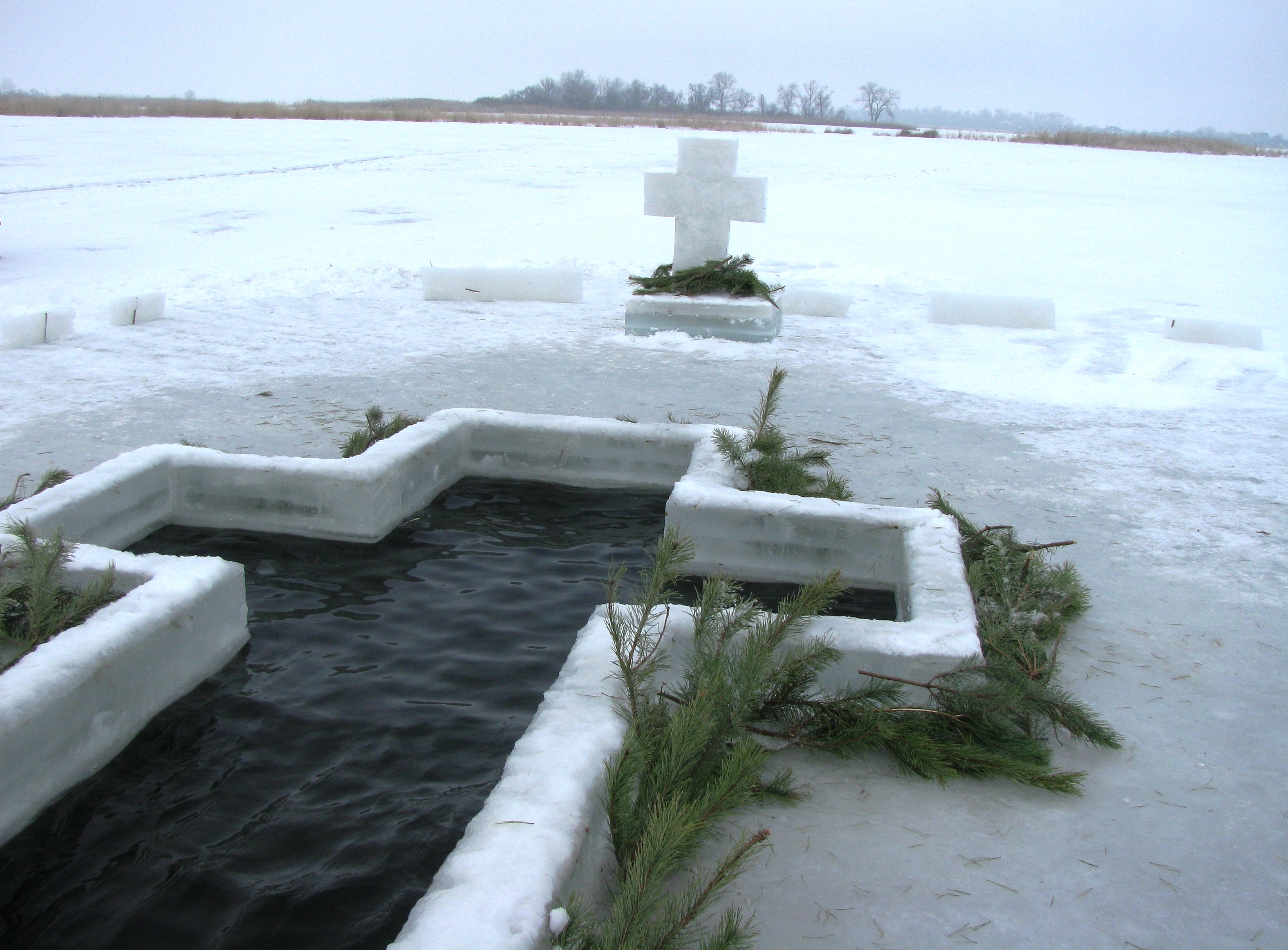
Річка Самара на Водохреще
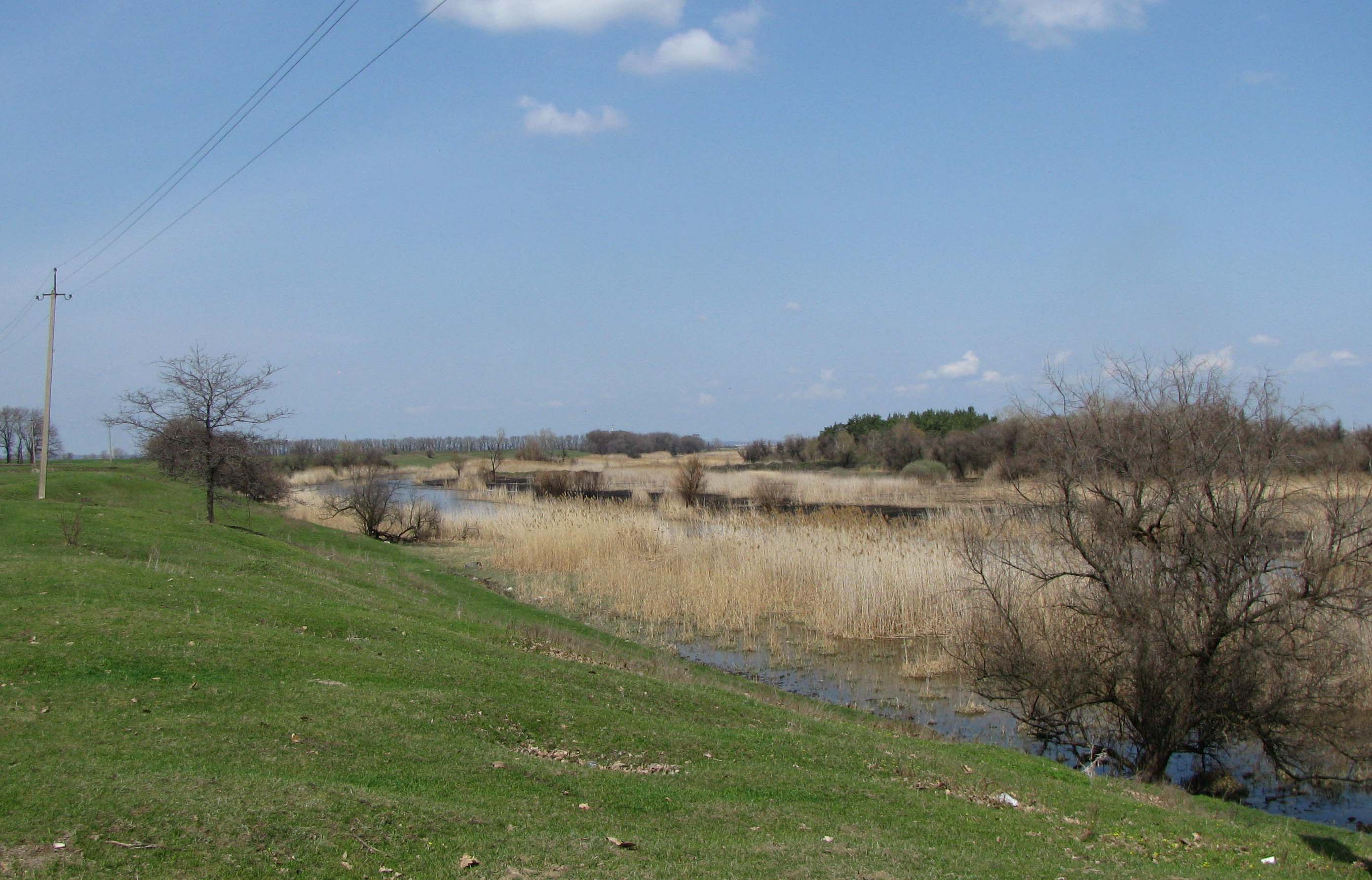
Річка Татарка
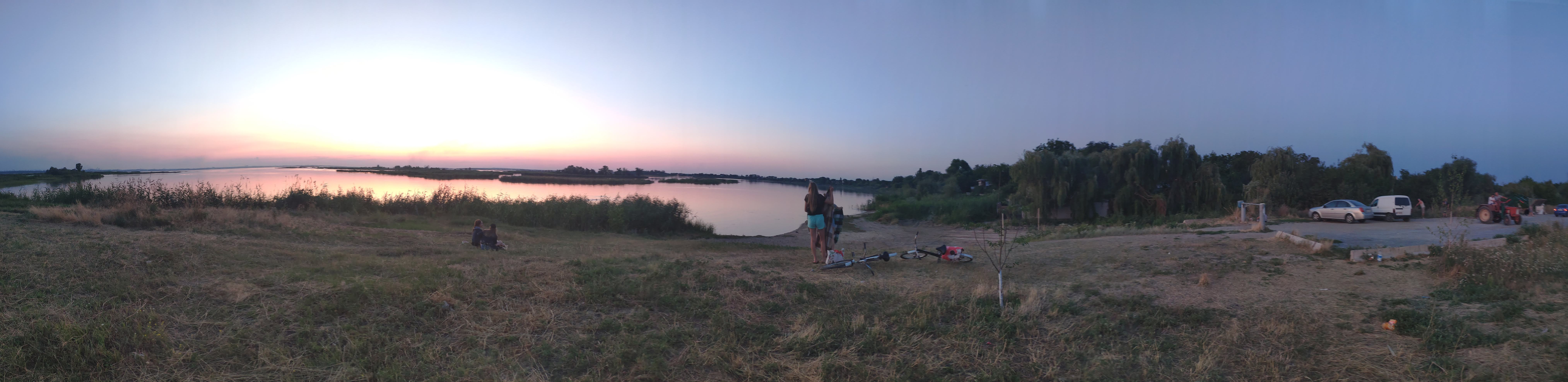
Пляж в Олександрівці

## Відомі особи

### Народився
- Андреєвський Сергій Аркадійович — російський поет, критик і судовий оратор.

### Працювали
- На Дніпропетровській дослідній станції ІОБ НААН працював український селекціонер Галка Олексій Титович, який створив сорти гарбуза, дині, кавуна і цибулі.
- Сич Зеновій Деонизович — доктор сільськогосподарських наук, професор, фахівець з селекції та насінництва овочевих і баштанних культур.

### Поховані
- Бекаревич Микола Омелянович — доктор сільськогосподарських наук, професор, український вчений у галузі ґрунтознавства.
- Галка Олексій Титович — кандидат сільськогосподарських наук, український селекціонер баштанних та овочевих культур.
- Масюк Микола Трохимович — дійсний член УААН (1993), український вчений у галузі землеробства, ґрунтознавства та екології.
- Томасон Ріхард Юганесович — естонець, український селекціонер баштанних культур (дині).
- Дановський Борис Іванович -  радянський футболіст, захисник. Пізніше — тренер. Майстер спорту СРСР, під час професійної кар'єри представляв футбольні команди «Хімік» (Дніпродзержинськ) та «Дніпро» (Дніпропетровськ)

## Галерея

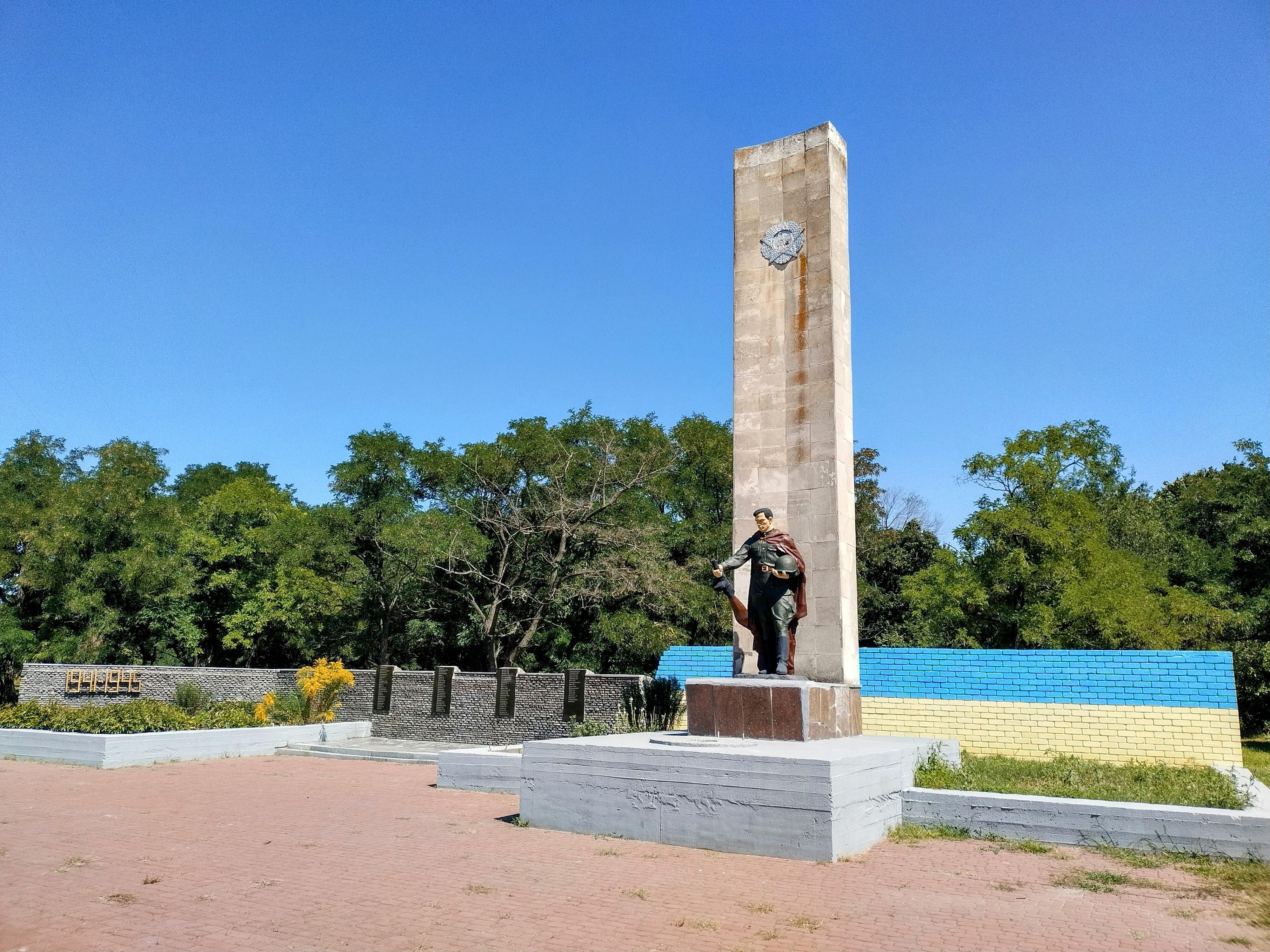
Військовий меморіал
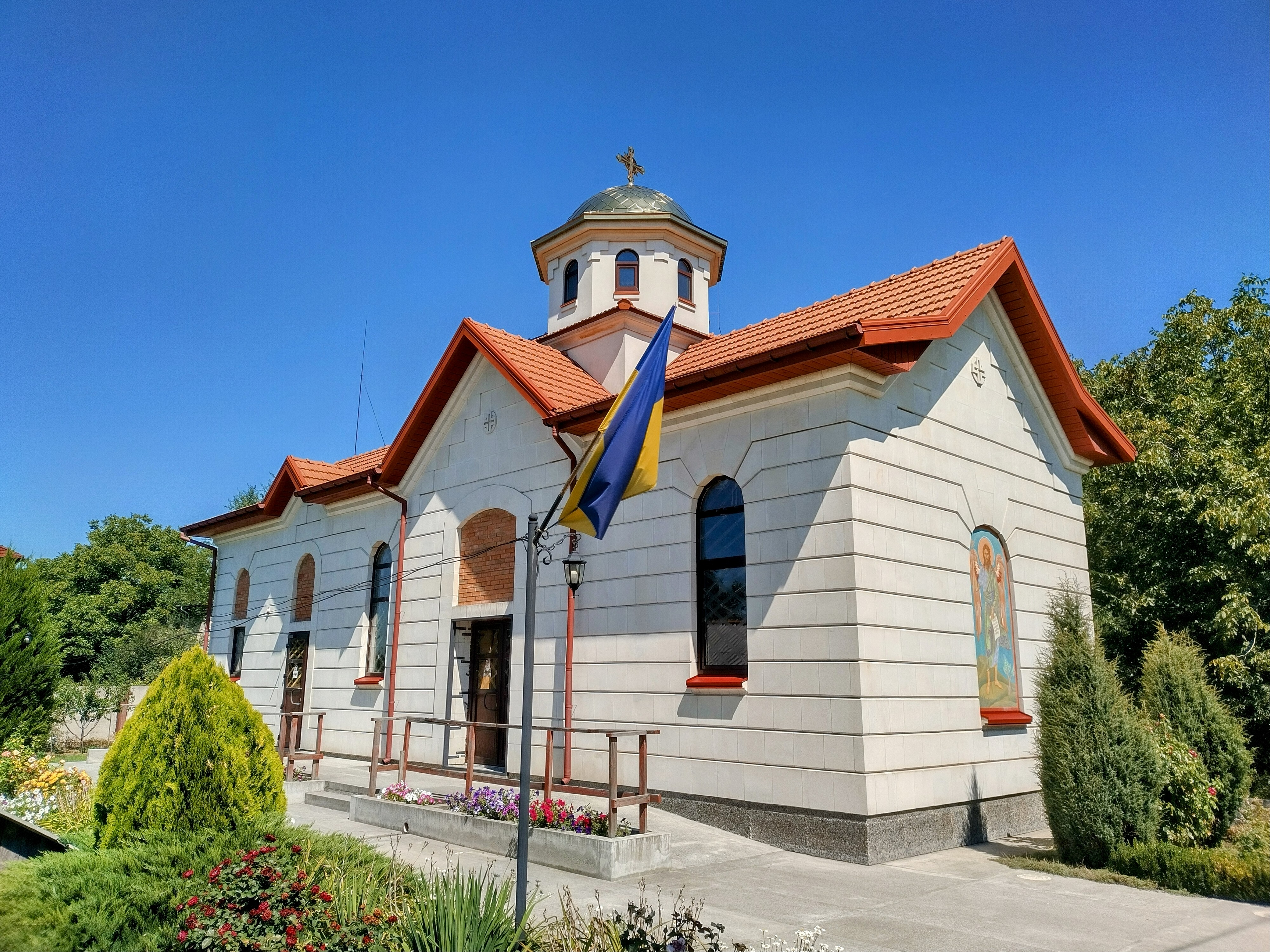
Храм Воскресіння Христового
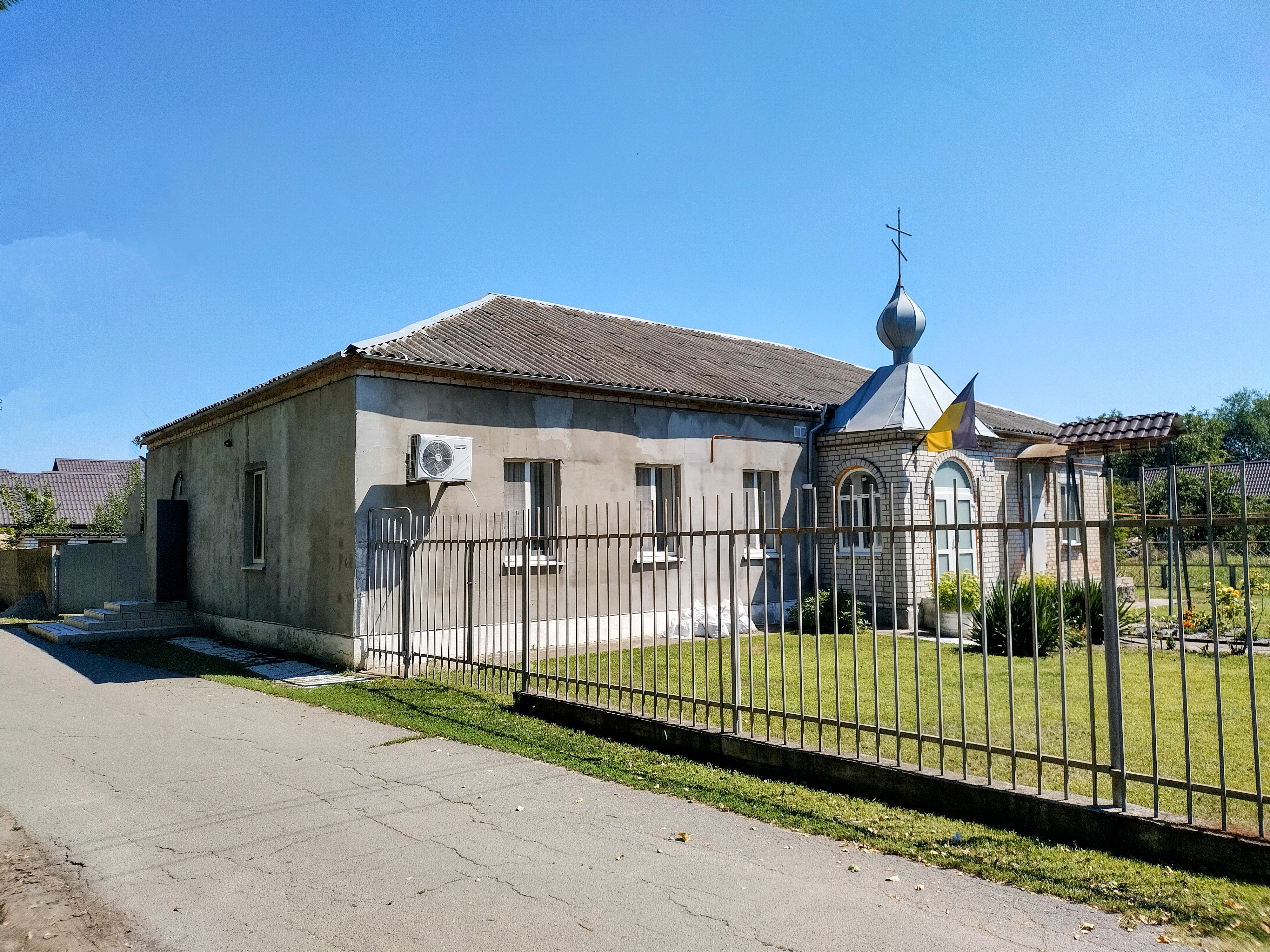
Храм Різдва Пресвятої Богородиці
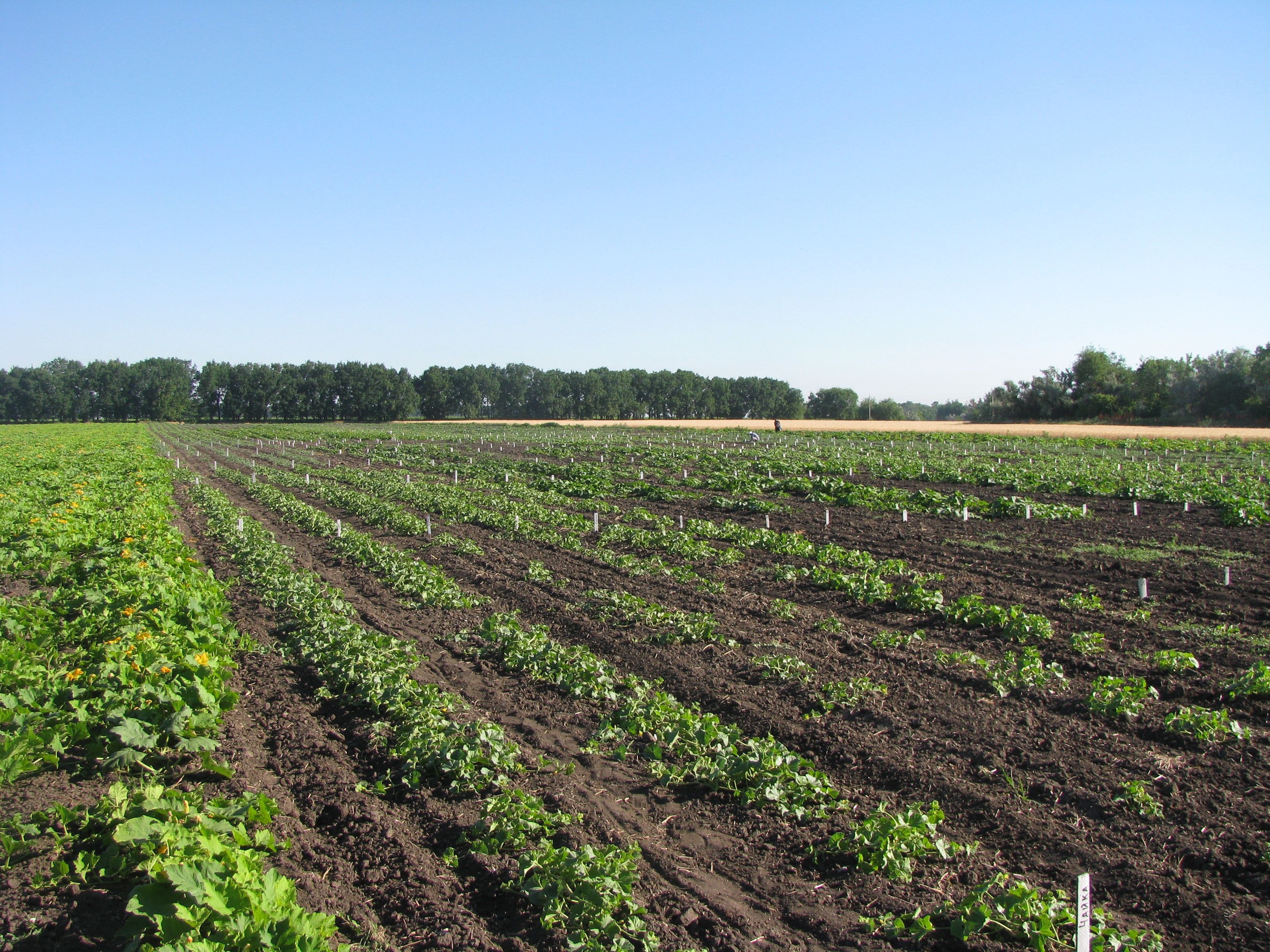
Дніпровська дослідна станція